# Zatrephes ossea
Zatrephes ossea är en fjärilsart som beskrevs av William Schaus 1905. Zatrephes ossea ingår i släktet Zatrephes och familjen björnspinnare. Inga underarter finns listade i Catalogue of Life.